# Levantamento aeromagnético
Um levantamento aeromagnético é um tipo comum de levantamento geofísico realizado utilizando-se de um magnetômetro a bordo ou traccionado por um avião. O princípio é semelhante a um levantamento magnético realizado com um magnetômetro terrestre, mas permite um recobrimento muito maior e rápido de áreas da superfície da Terra para reconhecimento regional. A aeronave normalmente voa em um padrão de grid (grade), com altura e espaçamento entre linhas determinando a resolução dos dados (e o custo da pesquisa por unidade de área).

## Método
À medida que a aeronave voa, o magnetômetro mede e registra a intensidade total do campo magnético no sensor, o qual é a combinação do campo magnético 
desejado gerado na Terra assim como variações muito pequenas devido a efeitos temporais causadas por oscilações constantes do vento solar e do campo magnético na aeronave do levantamento aéreo.